# 클래시스
주식회사 클래시스(영어: Classys)는 미용 의료 기기 및 피부 미용 기기를 판매하는 대한민국의 기업이다.